# Samuel B. H. Vance

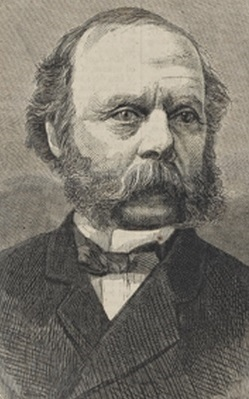
Samuel B. H. Vance

Samuel B. H. Vance (* 1814 in Pennsylvania; † 10. August 1890 in Queens, New York) war ein US-amerikanischer Politiker. Im Dezember 1874 war er kommissarischer Bürgermeister von New York City.

## Werdegang
Über die Jugend und Schulausbildung von Samuel Vance ist nichts überliefert. Während des Mexikanisch-Amerikanischen Krieges war er Hauptmann bei einer Einheit aus Freiwilligen. Später arbeitete er in New York City bei einigen Firmen auf dem Gebiet der Gas- und noch später Strombeleuchtung. Dabei war er übergangsweise auch Präsident einiger dieser Unternehmen. Politisch schloss er sich der Republikanischen Partei an. Im Jahr 1860 wurde er Mitglied im Bildungsausschuss der Stadt New York. Seit 1871 saß er im Stadtrat, dessen Vorsitz er am 7. Januar 1873 übernahm.
Nach dem Tod von Bürgermeister William Frederick Havemeyer wurde er vom Stadtrat zu dessen kommissarischem Nachfolger bestimmt. Seine einzige Aufgabe bestand darin, die Zeit zwischen dem 1. und dem 31. Dezember 1874 zu überbrücken. Am 1. Januar 1875 übernahm dann der regulär gewählte William H. Wickham dieses Amt. Das Stadtgebiet von New York erstreckte sich bis 1898 im Wesentlichen auf den heutigen Stadtteil Manhattan.  Im Jahr 1885 gehörte Vance einer aus drei Mitgliedern bestehenden Kommission an, die Pläne für den Ausbau des öffentlichen Nahverkehrs in der Innenstadt erarbeiten sollte. Ansonsten setzte er seine früheren Tätigkeiten fort. Samuel Vance starb am 10. August 1890 in Douglaston, einem Ortsteil der damals noch selbständigen Stadt Queens.